# Gud är trofast, o min själ
Gud är trofast, o min själ är en psalm med text skriven 1900 av Josef Grytzell och musik skriven 1878 av Wilhelm Theodor Söderberg. Texten bearbetades 1986 av Kerstin Lundin.

## Publicerad i
- Psalmer och Sånger 1987 som nr 623 under rubriken "Att leva av tro - Förtröstan - trygghet".[2]
- Segertoner 1988 som nr 541 under rubriken "Att leva av tro - Förtröstan - trygghet".[1]